# Red Dike Bluff
Das Red Dike Bluff (englisch für Roter-Deich-Klippe) ist ein markentes Felsenkliff an der Hillary-Küste im Süden des ostantarktischen Viktorialands. Es ragt südlich des Trepidation-Gletscher an der Ostflanke des Skelton-Gletschers auf.
Die neuseeländische Mannschaft der Commonwealth Trans-Antarctic Expedition (1955–1958) nahm 1957 Vermessungen und die deskriptive Benennung vor. Namensgebend ist das rötliche Gestein, aus dem das deichartige Kliff besteht.